# Tahini
Pour les articles homonymes, voir Tahina.
 (décembre 2023).
Si vous disposez d'ouvrages ou d'articles de référence ou si vous connaissez des sites web de qualité traitant du thème abordé ici, merci de compléter l'article en donnant les références utiles à sa vérifiabilité et en les liant à la section « Notes et références ».

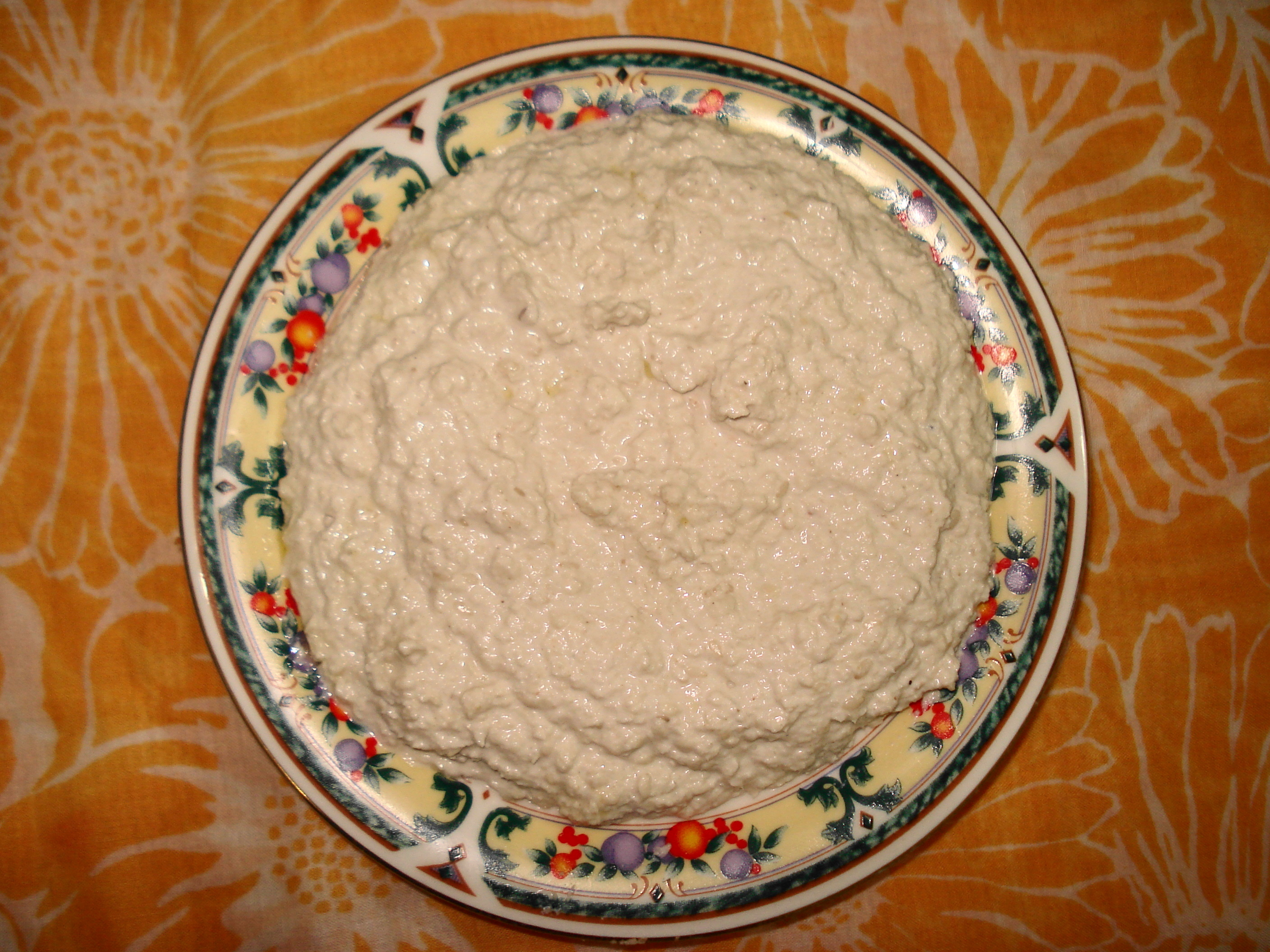
Tahini

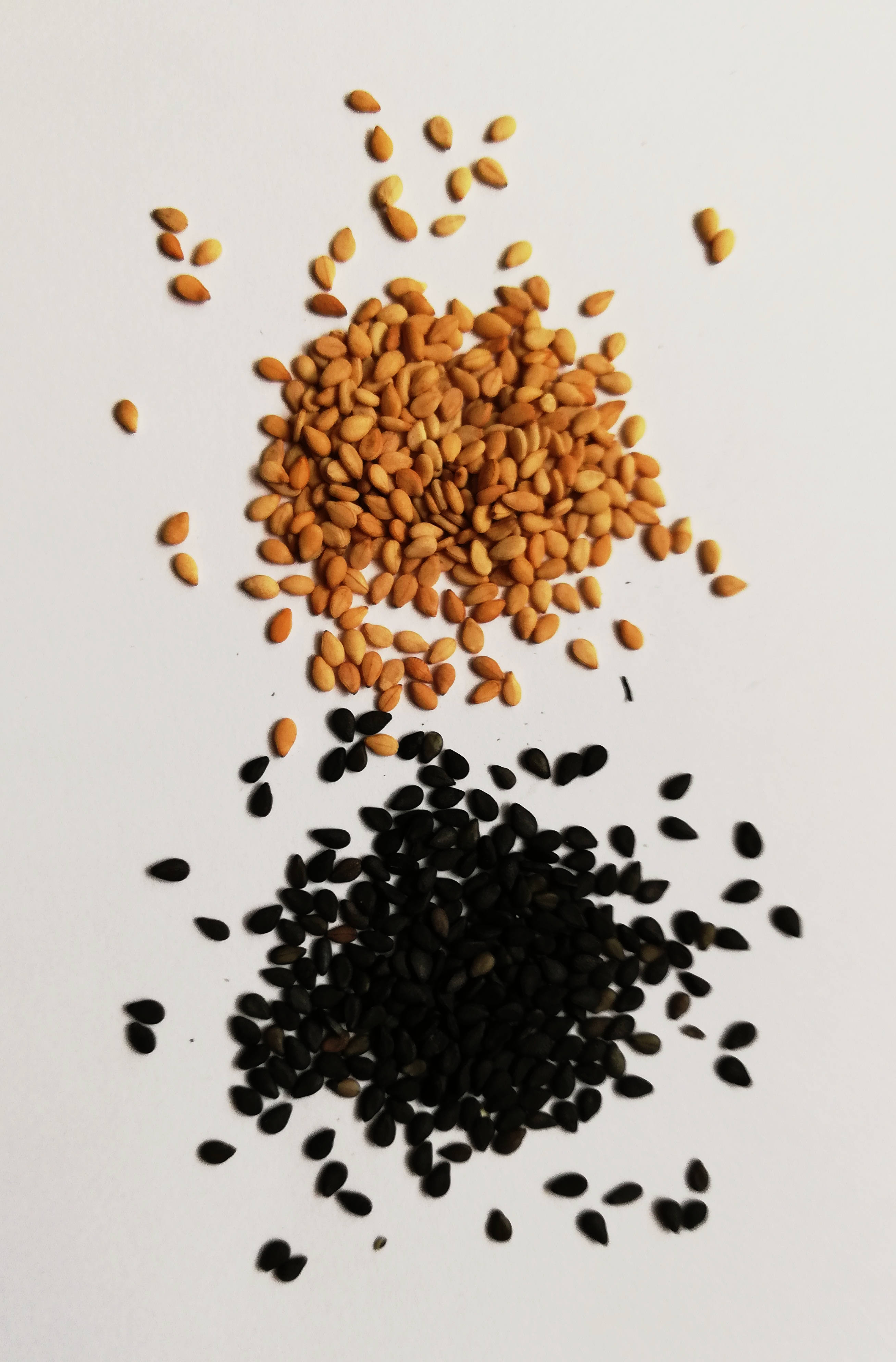
Graines de sésame

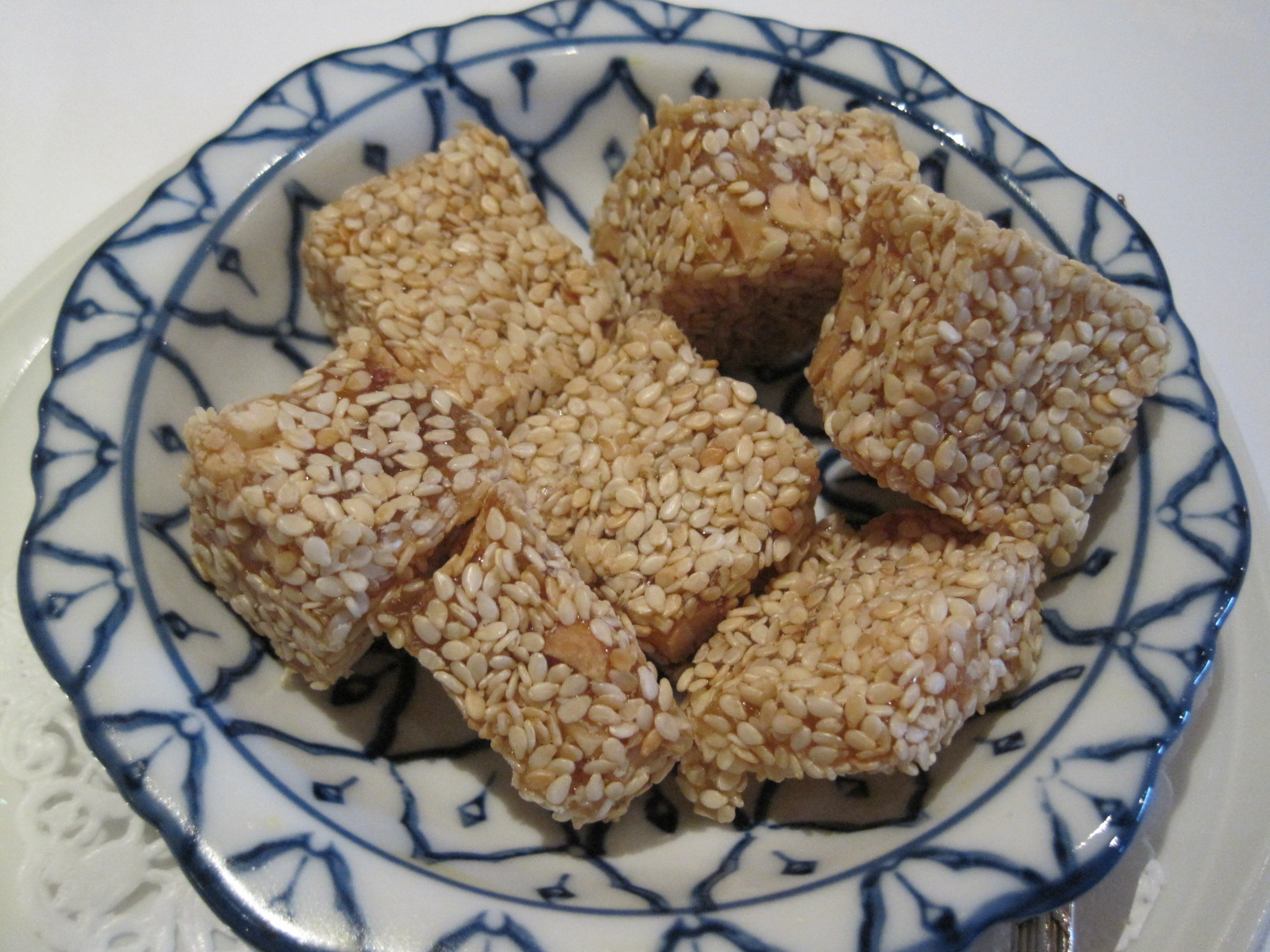
Graines de sésame sur du nougat chinois

Le tahini, tahin, tahina, téhina ou tahiné (de l'arabe : طحينة, également connu en persan : ارده ; en arménien : Տահինե), est une crème orientale de graines de sésame.

## Étymologie
Tahini est un emprunt à l'arabe طحينة /tˁaħiːnah/, ou plus précisément ṭaḥīnīa, طحينية.
Le mot est un dérivé de la racine trilitère طحن tˁ-ħ-n qui, en tant que verbe, signifie « moudre ». La même racine donne طحين /tˁaħiːn/ « farine ».
Il est appelé thina en arabe (le h est prononcé[pas clair]). Le mot grec ταχίνι (API [taçíni]) provient du turc tahin.

## Production
Le tahini est une crème de sésame, préparation orientale faite à partir de graines de sésame broyées, avec un peu d'eau, jusqu'à obtenir une pâte lisse.

## Utilisation
Il a un goût de noisette et c'est un condiment très employé dans la cuisine orientale. Il s'utilise dans le houmous, le baba ganousch, les brochettes, les sauces, le pain, le halva et les gâteaux. Il se prépare aussi en trempette pour dessert en le mélangeant avec de la mélasse, du pekmez ou du miel, ou même (à Montréal) du sirop d'érable ou (en Libye) du sirop de datte.

## Santé et nutrition
Le tahini est très riche en calcium et en phosphore, et apporte 590 kcal/100 g.

## Préparations similaires
En Extrême-Orient, on utilise une pâte très proche, faite de sésame pur ou d'un mélange de sésame et de cacahuètes. Cette pâte est utilisée en Chine (sous le nom zhīma jiàng, 芝麻酱, « pâte de sésame ») dans différents plats, comme la fondue chinoise (四川火锅) ou les rè gān miàn (热干面) du Hubei.